# Au (Vorarlberg)
Au (Vorarlberg) is een gemeente in de Oostenrijkse deelstaat Vorarlberg, gelegen in het district Bregenz (B). De gemeente heeft ongeveer 1700 inwoners.

## Geografie
Au (Vorarlberg) heeft een oppervlakte van 44,91 km². Het ligt in het westen van het land aan de voet van de berg Kanisfluh, het kenmerk van het Bregenzerwald.

## Architectuur
Au staat bekend om de Auer Zunft (Gilde van Au). Ze werd in 1657 door Michael Beer gesticht en leidde in de 17e en 18e rond 200 barokke bouwmeesters, steenhouwers en timmerlieden op. Deze ambachtslieden schiepen een groot aantal bouwwerken in Vorarlberg, in Zwitserland, in de Elzas en in de Zuid-Duitse regio. De barokke Vorarlbergse bouwmeesters creëerden hun eigene vorm van de kerkgebouw met de naam "Vorarlberger Münsterschema".
Kerkgebouwen in Au (niet noodzakerlijkerwijs in bovengenoemde Vorarlbergse barokstijl):
- Parochiekerk Hl. Leonhard (in 1494 gotisch gebouwd, in 1776 vergroot en gebarokkiseerd)
- Kuratienkerk St. Josef (in Au-Rehmen, in 1664 gebouwd)
- Bedevaartskapel Maria Schnee (in 1743 gebouwd)
- Bedevaartskapel Unsere Liebe Frau im Walde (in Berngat, nieuwbouw in 1955)

## Toerisme
Au maakt deel uit van de "Bregenzerwald Umgang" (Bregenzerwald wandeling). De wandeling toont de vormgeving van 12 dorpen in het Bregenzerwald. Aan de hand van het landschap, openbare gebouwen, huizen en alledaagse objecten kunnen wandelaars de typische Bregenzerwälder architectuurstijl door de eeuwen heen ervaren.

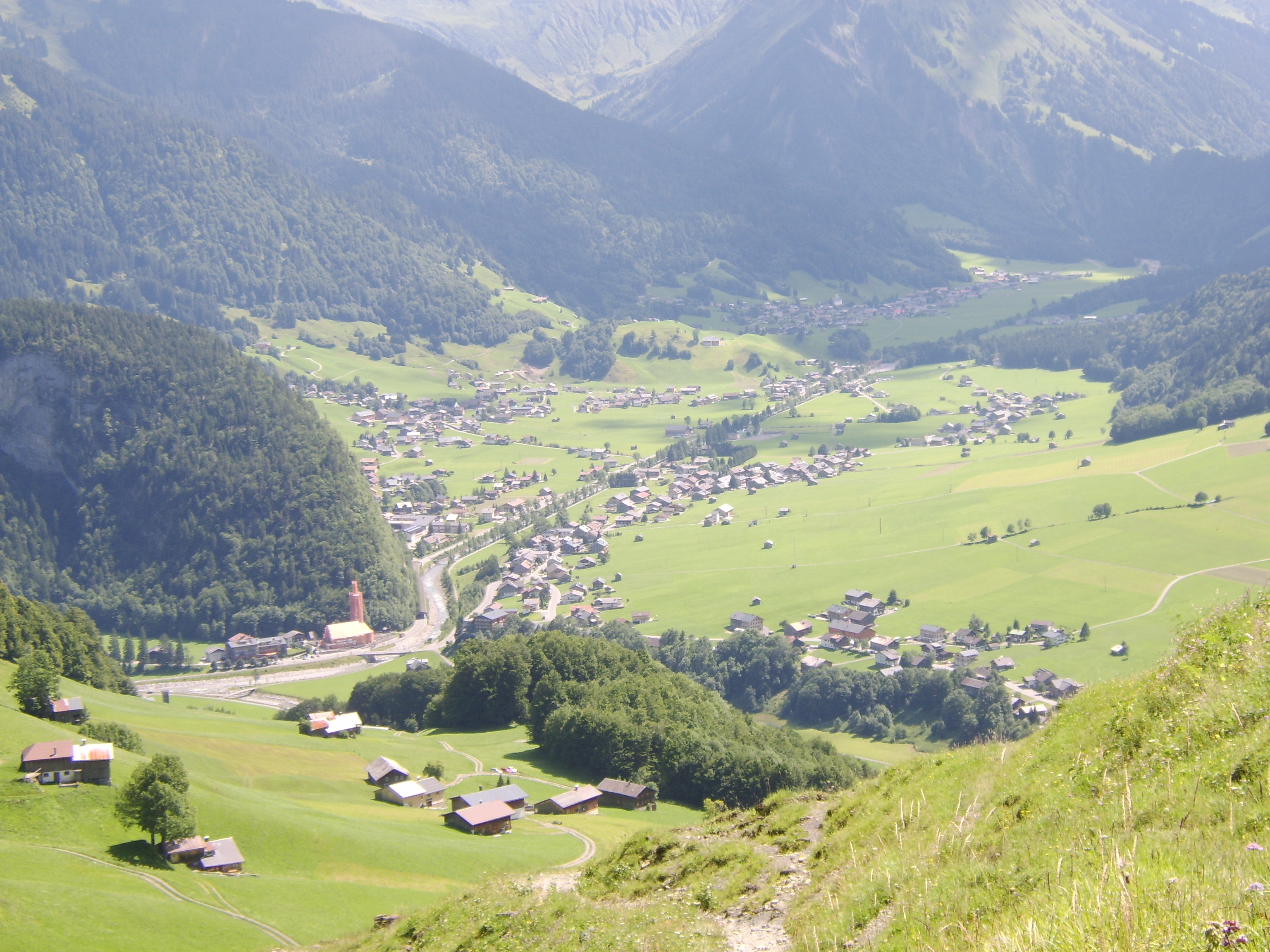
Au (Vorarlberg)

Enkele van de negen gebouwen, die voor het wandelpad in Au gekozen zijn: boerenhuizen, een branderij, hotels, een kerk.

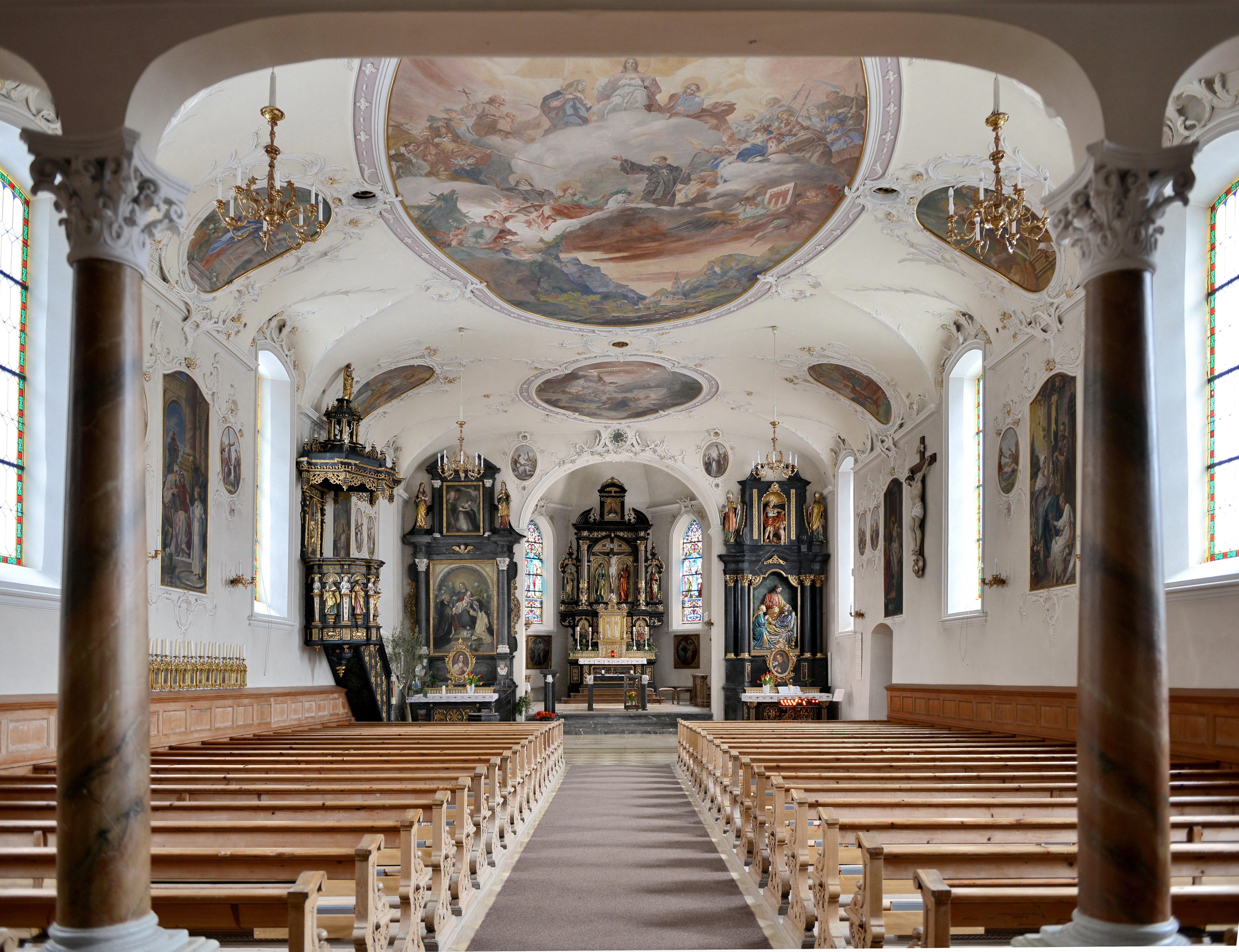
Parochiekerk Hl. Leonhard in Au (Vorarlberg)

## Geboren in Au
- Herbert Albrecht (1927-2021), beeldhouwer

Alberschwende · Andelsbuch · Au · Bezau · Bildstein · Bizau · Bregenz (stad) · Buch · Damüls · Doren · Egg · Eichenberg · Fußach · Gaißau · Hard · Hittisau · Höchst · Hohenweiler · Hörbranz · Kennelbach · Krumbach · Langen bei Bregenz · Langenegg · Lauterach · Lingenau · Lochau · Mellau · Mittelberg · Möggers · Reuthe · Riefensberg · Schnepfau · Schoppernau · Schröcken · Schwarzach · Schwarzenberg · Sibratsgfäll · Sulzberg · Warth · Wolfurt
- Bibliothèque nationale de France: cb15284294j (data)
- Gemeinsame Normdatei: 4238689-5
- Virtual International Authority File: 240104989
- WorldCat: E39PBJx4j8tJtgbp47gfBrkv73